# Australie aux Jeux olympiques de 1904
L'Australie participe aux Jeux olympiques de 1904 à Saint-Louis aux États-Unis du 1er juillet au 23 novembre 1904. Il s'agit de sa 3e participation à des Jeux olympiques d'été.
La délégation australienne est composée de trois athlètes (3 hommes) dans 2 sports (athlétisme et natation). Pendant longtemps, le nageur a été considéré comme Américain, car c'était un Australien devenu Américain en 1906 et qui résidait aux États-Unis. En athlétisme Corrie Gardner a terminé 4e du 110 mètres haies et disqualifié du concours du saut en longueur. Toujours en athlétisme Leslie McPherson a été disqualifié du 110 mètres haies et du saut en longueur. En natation, Francis Gailey a remporté la médaille d'argent sur 220, 440 et 880 yards nage libre et le bronze sur 1 mile nage libre (les distances sont dans les unités de mesures américaines). Au total l'Australie remporte 4 médailles (3 en argent et 1 en bronze) et termine 6e au tableau des médailles.

## Médaillés

### Médailles d'argent
| Sport                 | Discipline           | Athlète(s)     | Performance    | Date             |
| --------------------- | -------------------- | -------------- | -------------- | ---------------- |
| Médailles d'argent: 3 |                      |                |                |                  |
| Natation              | 220 yards nage libre | Francis Gailey | 2 min 46 s 02  | 6 septembre 1904 |
| Natation              | 440 yards nage libre | Francis Gailey | 6 min 22 s 00  | 7 septembre 1904 |
| Natation              | 880 yards nage libre | Francis Gailey | 13 min 23 s 04 | 7 septembre 1904 |

### Médailles de bronze
| Sport                  | Discipline        | Athlète(s)     | Performance    | Date             |
| ---------------------- | ----------------- | -------------- | -------------- | ---------------- |
| Médailles de bronze: 1 |                   |                |                |                  |
| Natation               | 1 mile nage libre | Francis Gailey | 28 min 54 s 00 | 6 septembre 1904 |

## Résultat

### Athlétisme
Hommes
Courses
| Athlète          | Épreuve          | Séries   | Séries | Finale   | Finale |
| Athlète          | Épreuve          | Résultat | Rang   | Résultat | Rang   |
| ---------------- | ---------------- | -------- | ------ | -------- | ------ |
| Corrie Gardner   | 110 mètres haies | 16.4     | 4e     | -        | -      |
| Leslie McPherson | 110 mètres haies | -        | DNF    | -        | -      |

Concours
| Athlète          | Épreuve          | Finale   | Finale |
| Athlète          | Épreuve          | Résultat | Rang   |
| ---------------- | ---------------- | -------- | ------ |
| Corrie Gardner   | Saut en longueur | -        | DNF    |
| Leslie McPherson | Saut en longueur | -        | DNF    |

### Natation

#### Natation sportive
| Athlète        | Épreuve              | Finale         | Finale |
| Athlète        | Épreuve              | Temps          | Rang   |
| -------------- | -------------------- | -------------- | ------ |
| Francis Gailey | 220 yards nage libre | 2 min 46 s 0   | 2e     |
| Francis Gailey | 440 yards obstacle   | 6 min 22 s 0   | 2e     |
| Francis Gailey | 880 yards nage libre | 13 min 23 s 04 | 2e     |
| Francis Gailey | 1 mile nage libre    | 28 min 54 s 00 | 3e     |